# سوني إكسبيريا ميرو
سوني اكسبيريا ميرو (بالإنجليزية: Sony Xperia miro)‏ هو هاتف ذكي من سوني موبايل كوميونيكيشنز يعمل بنظام أندرويد، تم طرحه في الأسواق في 19 سبتمبر 2012.

## الخصائص
- نظام التشغيل: أندرويد
- الكاميرا الخلفية: 5.0 ميجابكسل
- الشاشة: إل سي دي 320×480
- الوزن: 110 غرام
- الذاكرة: 512 ميجابايت